# Levočská vrchovina
Levočská vrchovina je geomorfologický podcelek Levočských vrchů. Nejvyšším bodem je vrch Rysová s výškou 1058 m n. m.

## Polohopis
Podcelek zabírá severozápadní část pohoří a vytváří pás území mezi Starou Ľubovňou a Kežmarkem. Na severozápadě Levočská vrchovina hraničí se Spišskou Magurou s jejím podcelkem Veterný vrch, západní okraj lemuje Popradská kotlina, patřící Podtatranské kotlině. Jižním a jihovýchodním směrem pokračují Levočské vrchy podcelky Levočské planiny a Levočská vysočina a na severu leží Spišsko-šarišské medzihorie s podcelky Jakubianská brázda a Ľubovnianská kotlina. 

## Dělení
- Kolačkovský chrbát
- Ľubické predhorie

## Vybrané vrcholy
- Rysová (1058 m n. m.) - nejvyšší vrch podcelku
- Kamenná (967 m n. m.)
- Lučina (946 m n. m.)
- Kotník (882 m n. m.)
- Patria (866 m n. m.)

## Turismus
Do roku 2011 byl v Levočských vrších Vojenský výcvikový prostor, proto byl pohyb lidí v téměř celém pohoří značně omezen. Levočská vrchovina byla nejvýrazněji zasažena v jižní části, severní část byla volně přístupná. Právě v okolí Staré Ľubovne vede nejvíce značených stezek. 